# Parade (album de Prince)
Pour les articles homonymes, voir Parade.
Albums de Prince & The Revolution
Around the World in a Day
(1985) Sign o' the Times
(1987)
Parade est le huitième album de Prince, qu'il publie le 31 mars 1986 aux Etats-Unis et le 1er avril de la même année en Europe. Il sert de bande originale au long-métrage Under the Cherry Moon, réalisé par Prince lui-même et tourné sur la Côte d'Azur en France.
Il s'agit du dernier disque enregistré avec l'orchestre The Revolution, mais il diffère sensiblement des deux précédents : ses auteurs proposent une pop funky expérimentale qui n'a plus rien à voir avec l'album à succès Purple Rain, paru deux ans plus tôt.
L'un des singles extraits est Kiss, l'une des chansons les plus célèbres de Prince.
Parade marque le début d'une collaboration avec Clare Fischer, pianiste et arrangeur de jazz.

## Liste des titres
| No  | Titre                            | Musique                | Durée |
| --- | -------------------------------- | ---------------------- | ----- |
| A1. | Christopher Tracy's Parade       | Prince, John L. Nelson | 2:11  |
| A2. | New Position                     | Prince                 | 2:21  |
| A3. | I Wonder U                       | Prince                 | 1:40  |
| A4. | Under the Cherry Moon            | Prince, John L. Nelson | 2:57  |
| A5. | Girls & Boys                     | Prince                 | 5:30  |
| A6. | Life Can Be So Nice              | Prince                 | 3:12  |
| A7. | Venus de Milo                    | Prince                 | 1:54  |
| B1. | Mountains                        | Wendy and Lisa         | 3:58  |
| B2. | Do U Lie?                        | Prince                 | 2:43  |
| B3. | Kiss (arrangements: David Z.)    | Prince                 | 3:38  |
| B4. | Anotherloverholenyohead          | Prince                 | 3:58  |
| B5. | Sometimes It Snows in April (en) | Wendy and Lisa         | 6:50  |

Toutes les paroles ont été écrites par Prince.

## Personnel
| - Prince : chant, guitare, basse, claviers, synthés - Chuck Domanico - guitare - Wendy Melvoin – chœurs (1, 2, 6), chant (3), guitare et chant (5, 8, 11, 12) - Miko Weaver – guitare rythmique (8) - Craig Powell – guitare (10) - Brown Mark – basse (5, 8, 11) - Lisa Coleman – chœurs (1-3, 6), claviers et chant (5, 8, 11, 12) - Matt Fink – claviers (5, 8, 11) - Marr Star – claviers (10) - Aaron Keith – claviers (10) - Eric Leeds – saxophone (5, 8) - Atlanta Bliss – trompette (5, 8) - Bill Watrous - trombone - Bobby Z. – batterie, percussions (5, 8, 11) - Sheila E. – batterie (6, 7), cloche à vache (6), chœurs (5) - Jonathan Melvoin – batterie (9) - Kevin Patrick – batterie (10) - Susannah Melvoin – chœurs (1, 5, 11) - Marie France – chœurs (5) - Sandra Francisco – chœurs (9) - Mazarati – chœurs (10) - Tony Christian – chœurs (10) - Clare Fischer – arrangements orchestraux \| Pays \| Chart \| Meilleure position \| Réf \| \| ---------------- \| ------------------ \| ------------------ \| --- \| \| États-Unis \| Billboard 200 \| 3 \| [2] \| \| États-Unis \| Top R&B Albums \| 2 \| [2] \| \| Royaume-Uni \| UK Albums Chart \| 4 \| [3] \| \| Autriche \| Ö3 Austria Top 40 \| 7 \| [4] \| \| Suisse \| Swiss Music Charts \| 2 \| [5] \| \| Pays-Bas \| MegaCharts \| 1 \| [6] \| \| Suède \| Sverigetopplistan \| 5 \| [7] \| \| Norvège \| VG-lista \| 10 \| [8] \| \| Nouvelle-Zélande \| Rianz \| 7 \| [9] \| - Hit n Run – Parade Tour - Under the Cherry Moon 1. 2. 3. 4. 5. 6. 7. 8. 9. |                    |                    |       |
| Pays | Chart              | Meilleure position | Réf   |
| États-Unis | Billboard 200      | 3                  | [ 2 ] |
| États-Unis | Top R&B Albums     | 2                  | [ 2 ] |
| Royaume-Uni | UK Albums Chart    | 4                  | [ 3 ] |
| Autriche | Ö3 Austria Top 40  | 7                  | [ 4 ] |
| Suisse | Swiss Music Charts | 2                  | [ 5 ] |
| Pays-Bas | MegaCharts         | 1                  | [ 6 ] |
| Suède | Sverigetopplistan  | 5                  | [ 7 ] |
| Norvège | VG-lista           | 10                 | [ 8 ] |
| Nouvelle-Zélande | Rianz              | 7                  | [ 9 ] |